# Paulette Duval

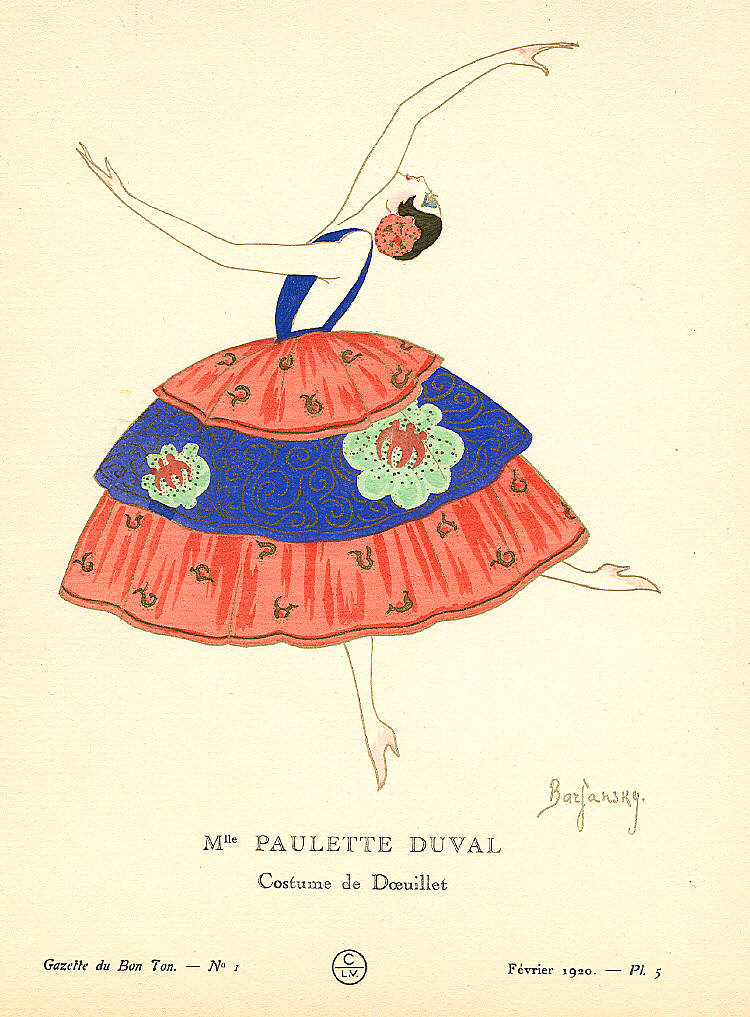
Ilustración de Duval hecha por Vladimir Barjansky, 1920

Paulette Duval (Buenos Aires, 1889 - París, 1951) fue una actriz y bailarina francesa que trabajó durante la era del cine mudo y principios de la era sonora. Nacida en Buenos Aires, Argentina, en 1889, Duval pasó su crianza en Francia. Fue considerada una de las mujeres más bellas de París a principios del siglo XX. Florenz Ziegfeld reunió a Paulette para que actuara en las Ziegfeld Follies, en el Teatro New Amsterdam ubicado en Nueva York, Estados Unidos, el 15 de octubre de 1923. Antes de unirse en las Ziegfeld Follies, Duval había aparecido en las producciones de Scandals, de George White.

## Actriz con conciencia en la moda
Duval estuvo en las producciones de películas en Hollywood entre 1919 y 1933. Duval es principalmente conocida por interpretar a Madame de Pompadour en Monsieur Beaucaire. Duval trabajó juntó con Rodolfo Valentino en una producción de 1924, la obra estaba basada en una novela escrita por Booth Tarkington. En 1925, interpretó un papel de mujer fatal en la versión cinematográfica de Cheaper to Marry. La película está basada en la obra de teatro escrita por Samuel Shipman. En la película, Duval interpretó a Evelyn, una joven de apariencia atractiva que está amargada por el cinismo de un hombre que le propuso matrimonio. La película presentaba varias prendas que Paulette había traído desde París, así como ropa nocturna y de pelos de animal que habían sido proporcionados por el departamento de vestuario del estudio. Duval le había dado a Norma Talmadge un total de $5.000 dólares. Paulette introdujo las rodilleras en Hollywood alrededor de 1926. Maurice Gebber, quién trabajaba como importador de pieles, le diseñó un vestuario a Paulette que contenía piel de marta rusa. Duval hizo una aparición en la película Beverly of Graustark (1926), protagonizada por Marion Davies.
Su última aparición en la industria cinematográfica fue en Lidoire (1933), un cortometraje dirigido por Maurice Tourneur, Duval interpretó a Le Dame, falleció en 1951.

## Filmografía
- Nero (1922)
- Monsieur Beaucaire (1924)
- He Who Gets Slapped (1924)
- My Husband's Wives (1924)
- The Lady (1925)
- Cheaper to Marry (1925)
- Man and Maid (1925)
- Time, the Comedian (1925)
- The Sporting Life (1925)
- The Skyrocket (1926)
- The Exquisite Sinner (1926)
- Beverly of Graustark (1926)
- Blarney (1926)
- Twelve Miles Out (1927)
- The Magic Garden (1927)
- Beware of Widows (1927)
- Alias the Lone Wolf (1927)
- Breakfast at Sunrise (1927)
- No Other Woman (1928)
- The Divine Woman (1928)